# Млечник бледный
Мле́чник бле́дный (лат. Lactárius pállidus) — гриб рода Млечник (лат. Lactarius) семейства сыроежковые (лат. Russulaceae). Условно-съедобен.

## Описание
- Шляпка ∅ 4—12 см, сначала выпуклая, затем воронковидно-вдавленная. Кожица гладкая, слизистая, бледно-охристо-палевая.
- Пластинки нисходящие по ножке, иногда разветвлённые, одного цвета со шляпкой.
- Споровый порошок бледно-охристый. Споры 8 × 6,5 мкм, почти округлые, шиповатые, амилоидные.
- Ножка 7—9 см в высоту, ∅ до 1,5 см, одного цвета со шляпкой, цилиндрическая, полая, гладкая.
- Мякоть толстая, белая или кремовая, с приятным запахом и слегка островатая на вкус.
- Млечный сок обильный, белый, безвкусный, затем становится острым, на воздухе цвета не меняет.

## Экологияи распространение
Образует микоризу с дубом, буком. Встречается довольно редко в дубравах и смешанных с дубом лиственных лесах, небольшими группами.
Сезон: июль — август.

## Сходные виды
- Млечник липкий (Lactarius blennius) — условно-съедобен, млечный сок при подсыхании темнеет, гриб растёт под берёзами.
- Lactarius curtus имеет жгучий млечный сок.

## Синонимы

### Латинские синонимы
- Agaricus pallidus Pers. 1801
- Galorrheus pallidus (Pers.) P. Kumm. 1871
- Lactifluus pallidus (Pers.) Kuntze 1891

### Русские синонимы
- Млечник бледно-жёлтый
- Млечник тусклый

## Пищевые качества
Условно съедобный гриб. Употребляется в солёном виде вместе с другими грибами. В некоторых справочниках описан как несъедобный или подозрительный.